# Trophée NHK 2007
Navigation
Édition précédente Édition suivante
Le Trophée NHK (en anglais : NHK Trophy) est une compétition internationale de patinage artistique qui se déroule au Japon au cours de l'automne. Il accueille des patineurs amateurs de niveau senior dans quatre catégories: simple messieurs, simple dames, couple artistique et danse sur glace.
Le vingt-neuvième Trophée NHK est organisé du 28 novembre au 2 décembre 2007 à la Kamei Arena de Sendai. Il est la sixième compétition du Grand Prix ISU senior de la saison 2007/2008.

## Résultats

### Messieurs

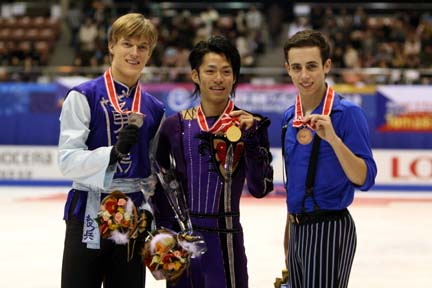
Podium des Messieurs

| Rang | Nom               | Pays        | Points | Programme court | Programme court | Programme libre | Programme libre |
| ---- | ----------------- | ----------- | ------ | --------------- | --------------- | --------------- | --------------- |
| 1    | Daisuke Takahashi | Japon       | 234.22 | 2               | 77.89           | 1               | 156.33          |
| 2    | Tomáš Verner      | Tchéquie    | 229.45 | 1               | 78.15           | 2               | 151.30          |
| 3    | Stephen Carriere  | États-Unis  | 204.98 | 3               | 67.85           | 3               | 137.13          |
| 4    | Jeremy Abbott     | États-Unis  | 187.56 | 12              | 58.27           | 4               | 129.29          |
| 5    | Sergei Dobrin     | Russie      | 186.53 | 6               | 66.14           | 6               | 120.39          |
| 6    | Sergei Davydov    | Biélorussie | 184.70 | 5               | 66.25           | 7               | 118.45          |
| 7    | Andrei Griazev    | Russie      | 182.83 | 11              | 62.05           | 5               | 120.78          |
| 8    | Kensuke Nakaniwa  | Japon       | 180.70 | 7               | 63.70           | 9               | 117.00          |
| 9    | Shawn Sawyer      | Canada      | 180.35 | 9               | 62.85           | 8               | 117.50          |
| 10   | Yasuharu Nanri    | Japon       | 176.25 | 4               | 67.55           | 11              | 108.70          |
| 11   | Vaughn Chipeur    | Canada      | 173.65 | 10              | 62.10           | 10              | 111.55          |
| 12   | Li Chengjiang     | Chine       | 162.77 | 8               | 63.56           | 12              | 99.21           |

### Dames

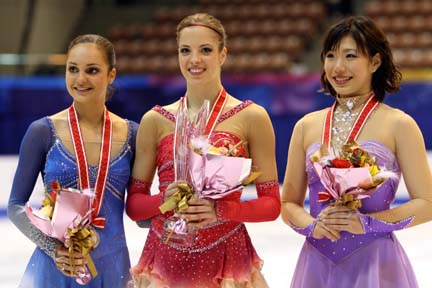
Podium des Dames

| Rang    | Nom                  | Pays         | Points | Programme court | Programme court | Programme libre | Programme libre |
| ------- | -------------------- | ------------ | ------ | --------------- | --------------- | --------------- | --------------- |
| 1       | Carolina Kostner     | Italie       | 164.69 | 1               | 61.24           | 2               | 103.45          |
| 2       | Sarah Meier          | Suisse       | 163.17 | 3               | 59.16           | 1               | 104.01          |
| 3       | Nana Takeda          | Japon        | 154.83 | 5               | 55.06           | 3               | 99.77           |
| 4       | Miki Ando            | Japon        | 145.81 | 2               | 60.52           | 7               | 85.29           |
| 5       | Laura Lepistö        | Finlande     | 145.58 | 6               | 54.48           | 5               | 91.10           |
| 6       | Alissa Czisny        | États-Unis   | 144.32 | 4               | 58.24           | 6               | 86.08           |
| 7       | Lesley Hawker        | Canada       | 139.96 | 9               | 45.94           | 4               | 94.02           |
| 8       | Elene Gedevanishvili | Géorgie      | 136.54 | 7               | 53.82           | 8               | 82.72           |
| 9       | Kim Chae-Hwa         | Corée du Sud | 122.76 | 10              | 45.32           | 9               | 77.44           |
| 10      | Liu Yan              | Chine        | 119.66 | 8               | 48.42           | 10              | 71.24           |
| Abandon | Mai Asada            | Japon        |        | 11              | 35.98           |                 |                 |

### Couples

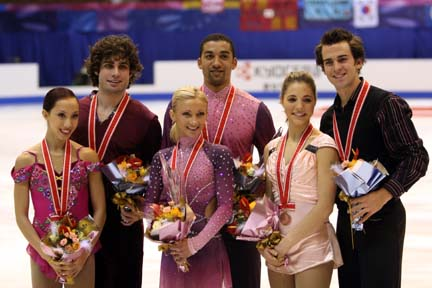
Podium des couples artistiques

| Rang | Nom                                    | Pays       | Points | Programme court | Programme court | Programme libre | Programme libre |
| ---- | -------------------------------------- | ---------- | ------ | --------------- | --------------- | --------------- | --------------- |
| 1    | Aljona Savchenko / Robin Szolkowy      | Allemagne  | 190.64 | 1               | 70.32           | 1               | 120.32          |
| 2    | Keauna McLaughlin / Rockne Brubaker    | États-Unis | 166.48 | 4               | 55.66           | 2               | 110.82          |
| 3    | Jessica Dubé / Bryce Davison           | Canada     | 160.21 | 3               | 58.16           | 3               | 102.05          |
| 4    | Tatiana Volosozhar / Stanislav Morozov | Ukraine    | 150.81 | 2               | 60.14           | 5               | 90.67           |
| 5    | Anabelle Langlois / Cody Hay           | Canada     | 145.33 | 5               | 54.24           | 4               | 91.09           |
| 6    | Li Jiaqi / Xu Jiankun                  | Chine      | 120.41 | 6               | 47.40           | 6               | 73.01           |
| 7    | Dominika Piątkowska / Dmitri Khromin   | Pologne    | 104.97 | 7               | 38.26           | 7               | 66.71           |

### Danse sur glace

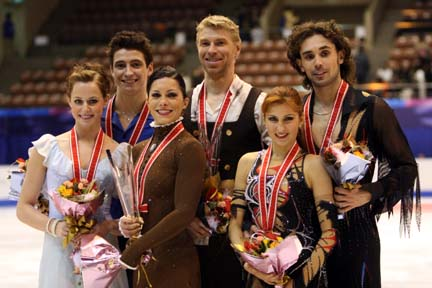
Podium de la danse sur glace

| Rang | Nom                                     | Pays        | Points | Danse imposée | Danse imposée | Danse originale | Danse originale | Danse libre | Danse libre |
| ---- | --------------------------------------- | ----------- | ------ | ------------- | ------------- | --------------- | --------------- | ----------- | ----------- |
| 1    | Isabelle Delobel / Olivier Schoenfelder | France      | 197.54 | 1             | 38.96         | 2               | 61.67           | 2           | 96.91       |
| 2    | Tessa Virtue / Scott Moir               | Canada      | 196.89 | 2             | 34.67         | 1               | 62.04           | 1           | 100.18      |
| 3    | Jana Khokhlova / Sergey Novitski        | Russie      | 186.96 | 3             | 34.23         | 3               | 57.84           | 3           | 94.89       |
| 4    | Sinead Kerr / John Kerr                 | Royaume-Uni | 172.37 | 4             | 31.79         | 4               | 54.47           | 4           | 86.11       |
| 5    | Kristin Fraser / Igor Lukanin           | Azerbaïdjan | 162.15 | 5             | 29.85         | 5               | 51.26           | 5           | 81.04       |
| 6    | Kimberly Navarro / Brent Bommentre      | États-Unis  | 156.08 | 6             | 28.25         | 6               | 49.03           | 6           | 78.80       |
| 7    | Julia Zlobina / Alexei Sitnikov         | Russie      | 144.33 | 7             | 27.13         | 10              | 44.16           | 8           | 73.04       |
| 8    | Cathy Reed / Chris Reed                 | Japon       | 143.85 | 10            | 25.45         | 8               | 44.28           | 7           | 74.12       |
| 9    | Alla Beknazarova / Vladimir Zuev        | Ukraine     | 141.28 | 8             | 26.58         | 7               | 46.09           | 10          | 68.61       |
| 10   | Huang Xintong / Zheng Xun               | Chine       | 138.84 | 9             | 25.54         | 9               | 44.28           | 9           | 69.02       |

## Sources
- Résultats du Trophée NHK 2007
- Patinage Magazine N°110 (Décembre 2007-Janvier 2008)